# Anomis lophognatha
Anomis lophognatha là một loài bướm đêm trong họ Erebidae.